# Electromagnetic Personnel Interdiction Control
EPIC (Electromagnetic Personnel Interdiction Control) – amerykańska broń obezwładniająca wykorzystująca promieniowanie elektromagnetyczne o częstotliwościach radiowych do zaburzenia działania ucha środkowego. W wyniku użycia broni osoba potraktowana nią, traci równowagę i przewraca się, co eliminuje ją czasowo z walki. Dodatkowo fale elektromagnetyczne mogą wywołać silne wymioty.